# Álvaro Giménez
Álvaro Giménez Candela (ur. 19 maja 1991 w Elche) – hiszpański piłkarz występujący na pozycji napastnika w Racingu Ferrol .